# Логор Еболи
Логор Еболи је био привремени савезнички избеглички логор код града Еболи на југу Италије, за припаднике Југословенске војске у Отаџбини, делове Српске државне страже (Српског ударног корпуса) и мање групе Српског добровољачког корпуса, који су избегли из Југославије до маја 1945. године.
Постојао је од 15. септембра 1945. године до почетка маја 1947. године, а у њему је боравило око 14.000 људи, од чега 5.500 чланова породица припадника ЈВуО.

## Историјат

### Позадина
Командант Истакнутог дела штаба Врховне команде Југословенске војске у Отаџбини бригадни генерал Миодраг Дамјановић је 29. априла 1945. године издао наређење да се снаге под његовог командом преместе на десну обалу реке Соче, услед напредовања Четврта армија Југословенске армије према Трсту. У том тренутку, имао је фактичку команду над Динарском четничком дивизијом, Дринском четничком бригадом, штабом Истакнутог дела штаба Врховне команде ЈВуО и Шумадијском дивизијом (Српска државна стража/Српски ударни корпус, Српска гранична стража и делови Српског добровољачког корпуса).
По преласку реке, наишли су на Другу новозеландску дивизију Осме британске армије. Тада је организован састанак савезничких официра са генералом Дамјановићем, генералом Матијом Парцем, генералом Костом Мушицким и војводом Момчилом Ђујићем, на којем је договорено да све приспеле југословенске снаге предају оружје и да ће бити пребачени у логор Палманова. Наредбу о предају оружја, генерал Дамјановић је издао 5. маја и то је уједно његова последња ратна наредба.
Од 6. до 16. маја, логор Палманова је испражњен, тако што су припадници ЈВуО (Динарска дивизија, Дринска четничка бригада и Истакнути део штаба Врховне команде ЈВуО) пребачени у логор Чезена, а припадници Шумадијске дивизије (Српска државна стража/Српски ударни корпус, Српска гранична стража и делови Српског добровољачког корпуса) са Белом гардом су одведени у логор Форли.
Сви су поново здружени у логору Еболи, где стижу од 15. до 26. септембра 1945. године.

### Логорски живот
Околина логора је представљала поља засађена поморанџама и маслинама. У логору су постојала позоришта, игралиште, болница, црква, а посебан део логора је био намењен за смештај жена и деце. 
Логор је био под командом бригадног генерала Миодрага Дамјановића. У логору је постојао привремени Равногорски одбор за неговање традиција покрета и чување лика и дела генерала Михаиловића.
Бивши припадници Српске државне страже су 28. септембра 1945. године одлучили да се у логору приклоне Динарској четничкој бригади, а традицију Српске државне страже је наставио да чува Жандармеријски пук, који је у логорским условима прослављао Духове, крсну славу Српске државне страже. Такође, прослављао се Видовдан, а одржаван је и парастос генералу Михаиловићу.
До првих дана маја 1947. године, логор је угашен, а преостали штићеници (логораши) су распоређени у логоре Минстер, Гросенброде, Боргхорст, Дипхолц, Бохолт и Линген.

## Познати логораши
- Миодраг Дамјановић, бригадни генерал, шеф кабинета председника владе Милана Недића, командант Југословенске војске ван отаџбине
- Боривоје Јонић, бригадни генерал и командант Српске државне страже, помоћник команданта Српског ударног корпуса
- Милоје Лазаревић, капетан, начелника штаба Невесињског корпуса, команданта Прве невесињске бригаде и команданта Херцеговачке летеће бригаде ЈВуО
- Новица Лукић, поручник ЈВуО (касније француски мајор у Легији странаца)
- Коста Мушицки, бригадни генерал и командант Српског добровољачког корпуса (испоручен Југославији, осуђен на Београдском процесу и стрељан 1946. године)
- Ненад В. Петровић, припадник ЈВуО
- Никола Плећаш Нитоња, поручник Динарске четничке дивизије ЈВуО
- Милан Цвјетићанин, мајор Динарске четничке дивизије ЈВуО
- Бора Драгашевић, добровољац у јединицама Српског добровољачког корпуса
- Ђуро Врга, добровољац у јединицама Српског добровољачког корпуса
- Ратибор Ђурђевић, члан Националне службе рада за обнову Србије
- Душан Терзић (отац Бранка Терзића)

## Галерија
- Генерал Миодраг Дамјановић са британским официром у логору Еболи
- Мајор Милан Цвјетићанин у логору Еболи
- Мајор Милан Цвјетићанин и војвода Момчило Ђујић у логору Еболи